# Évangéliaire de Durham
Ne doit pas être confondu avec Fragment d'évangiles de Durham.
L'Évangéliaire dit de Durham est le fragment d'un manuscrit enluminé contenant les évangiles réalisé en Irlande ou en Northumbrie à la fin du VIIe siècle. Il est actuellement conservé à la bibliothèque de la cathédrale de Durham. Un folio isolé est conservé par ailleurs au Magdalene College (Cambridge) (Pepysian MS 2981).

## Historique
Le manuscrit provient sans doute du scriptorium de l'abbaye de Lindisfarne et a été produit à la fin du VIIe siècle en même temps que d'autres manuscrits toujours conservés comme les Évangiles de Lindisfarne ou l'Évangéliaire d'Echternach. Les spécialistes y voient le même artiste que pour ce dernier manuscrit. Selon d'autres spécialistes, ces deux manuscrits proviendraient plutôt de l'abbaye de Rathmelsigi (en), en Irlande. Cependant, le manuscrit s'est de toute façon trouvé à Lindisfarne puisqu'il a été corrigé de la main d'un scribe qui est aussi intervenu sur les évangiles de Lindisfarne.
À la suite du transfert de l'évêché de Lindisfarne à Durham, le manuscrit est conservé à la cathédrale de Durham. Le folio de Cambridge appartient aux collections de Samuel Pepys quand celui-ci en fait don au collège au début du XVIIIe siècle.

## Description
L'actuel manuscrit ne conserve plus que deux pages décorées : la grande lettrine de début de l'évangile de saint Jean et une grande miniature pleine page représentant la crucifixion. Le manuscrit devait comporter à l'origine les quatre miniatures  des évangélistes ainsi qu'une page tapis sur le modèle des évangéliaires de l'époque.